# Восклицания
«Восклицания» — дебютный альбом участницы «Объёдинённой Касты» Маринессы, выпущенный 18 мая 2010 года на лейбле Respect Production. В записи альбома активное участие принял Влади (участник Касты). Запись пластинки происходила в Ростове-на-Дону.

## Список композиций
1. Чудеса
2. Глазки мои
3. Мужчинам
4. Может он не замечал?
5. Помню
6. Звуки фанка / при участии Змея (Каста)
7. Неужели это я
8. Поэтесса
9. Необыкновенно
10. Только вместе
11. Инь Ян
12. Дни лет
13. Всюду-всюду

## Рецензии
Такая музыка существует словно бы в каком-то параллельном мире – лично я рассматриваю "Восклицания" как фантастическое сочинение на тему того, что было бы, если бы Советский Союз не закончился в 1991-м, а законсервировался вплоть до нашего времени. Ну, знаете, хип-хоп-концерты проходили бы под видом "вечеров ритмической поэзии", а вместо Нины Симон на семплы резали Майю Кристалинскую..
 — пишет Николай Редькин на сайте rap.ru.